# Закорецька Валентина Миколаївна
Валентина Миколаївна Закорецька (* 30 квітня 1947 — † 9 липня 2010 , Дніпро) — радянська та українська спортсменка-парашутистка, Заслужений майстер спорту України, дворазова абсолютна чемпіонка світу, володарка 50 світових рекордів.

## Біографія
Народилась у Луганську 30 квітня 1947 року.
Здійснила 11 500 стрибків з парашутом. Її ім'я занесене до Книги рекордів Гіннеса 1976, 1987, 1998, як жінки-парашутистки з найбільшою кількістю стрибків з парашутом у світі. Заняття парашутним спортом почала в 16 років у групі парашутистів при Луганському авіаційно-спортивному клубі. У 1970 взяла участь у чемпіонаті Югославії. Потім послідувала серія перемог і нагород.
З 1978 до 1984 Валентина Закорецька була тренером збірної України з парашутного спорту. Пізніше — тренер-інструктор з парашутної підготовки Єнакіївського державного авіаційно-технічного спортивного клубу.
Валентина Закорецька виховала 22-х майстрів спорту СРСР та України і чотирьох майстрів спорту міжнародного класу.
Брала участь у громадських рухах, підтримувала протестні акції молодіжної групи СТАН,, виступала проти незаконних забудов у Луганську в районі містечка ЛВВАУШ.
Кілька разів вона обиралася депутатом Луганської міської ради, була членом виконкому міськради.
Померла 9 липня 2010 від гострої серцевої недостатності перед змаганнями на аеродромі Дніпропетровщини, де повинна була брати участь як суддя.

## Звання та нагороди
- Майстер спорту міжнародного класу (1970).
- Триразовий чемпіон світу (1970, 1972, 1976).
- Триразовий абсолютний чемпіон СРСР (1971, 1972, 1975).
- Чотириразовий чемпіон Збройних Сил СРСР.
- Орден Трудового Червоного Прапора
- Орден княгині Ольги II ступеня
- Почесний знак ЦК ВЛКСМ «Спортивна доблесть»
- Грамоти та дипломи Держкомспорту СРСР та України
- Заслужений майстер спорту України
- Почесний громадянин Луганська (2000)

## Рекорди
Єдина у світі жінка-парашутистка, що здійснила понад 11 тисяч стрибків. У 1976 її ім'я було вперше занесене до Книги рекордів Гіннеса. Другий рекорд (10 000 стрибків) був зафіксований у Книзі в 1987, третій — у 1998 за одинадцять з половиною тисяч стрибків.

## Цікаві факти
- З юності у Валентини Миколаївни були проблеми з серцем. Через них її навіть не допустили на перші змагання.
- Валентина Закорецька вважала число 13 щасливим для себе. 13 числа на 13-му чемпіонаті світу вона вперше стала чемпіонкою світу.

13 червня, коли вона здійснювала свій 13-й за рахунком стрибок, у неї вперше не розкрився основний парашут (який мав 13-й номер).
- Всього за її кар'єру парашутистки основний парашут у Валентини Закорецької відмовляв понад 50 разів.
- Валентина Миколаївна не змогла здійснити свою мрію — стрибнути над Північним полюсом, оскільки зламала руку … в літаку.
- У спортсменки на рахунку 11 500 стрибків. У середньому час від стрибка з літака до приземлення 4-5 хвилин. Це 57 500 хвилин польоту, майже 40 діб між небом і землею.
- Тільки двоє чоловіків переважають Валентину Миколаївну за кількістю стрибків з парашутом (станом на 2010 рік).